# 商船テナシチー
『商船テナシチー』（しょうせんテナシチー、フランス語原題・Le Paquebot Tenacity）は、1934年に製作・公開されたフランスの映画である。シャルル・ヴィルドラックの戯曲をもとにジュリアン・デュヴィヴィエが監督、アルベール・プレジャンが主演している。ル・アーヴルでロケーションが行われた。

## キャスト
- バスティアン：アルベール・プレジャン
- テレーズ：マリー・グローリー
- セガール：ユベール・プレリエ（フランス語版）
- バスティアンの母：エマ・カルヴェ（フランス語版）

## スタッフ
- 監督：ジュリアン・デュヴィヴィエ
- 製作：マルセル・ヴァンダル（フランス語版）、シャルル・ドゥラック（フランス語版）
- 脚本：ジュリアン・デュヴィヴィエ、シャルル・ヴィルドラック
- 撮影：ニコラ・エイエ（フランス語版）、ウィリー・ファクトロヴィッチ（フランス語版）、クリスチャン・マトラス（フランス語版）、アルマン・ティラール（フランス語版）
- 音楽：ジャン・ウィエネル（フランス語版）
- 編集：マルト・ポンサン（フランス語版）

## 映画賞
- 1934年キネマ旬報ベスト・テン外国映画1位[1]
- 第2回ヴェネツィア国際映画祭ムッソリーニ杯（外国映画賞）候補